# チャハル右翼後旗
チャハル右翼後旗（チャハルうよくこうき、モンゴル語：ᠴᠠᠬᠠᠷ
ᠪᠠᠷᠠᠭᠤᠨ
ᠭᠠᠷᠤᠨ
ᠬᠣᠶᠢᠲᠤ
ᠬᠣᠰᠢᠭᠤ　転写：Čaqar baraɣun Ɣarun qoyitu qosiɣu）は、中華人民共和国内モンゴル自治区ウランチャブ市に位置する旗。地方政府はバインチャガーン・バルガス（白音察干鎮）にある。略称は察右後旗。

## 鉱産資源
鉱産が有名で金、石灰石、大理石、アルミニウム、石墨等30種あまりの資源が確認されている。そのうち石灰石が最も主要な鉱産物である。この地域の石灰石鉱産が設置されたウラン（烏蘭）水泥廠はこの区域最大かつ再考品質の水泥産業単位である。

## 行政区画
5バルガス（鎮）、2ソム（蘇木）、1郷（シャン）を管轄
- バルガス（鎮）
  - バインチャガーン・バルガス（白音察干鎮）
  - トムルタエ・バルガス（土牧爾台鎮）
  - ホンゴルト・バルガス（紅格爾図鎮）
  - ボンハン・バルガス（賁紅鎮）
  - 大六号鎮
- ソム（蘇木）
  - ドローンホダグ・ソム（当郎忽洞蘇木）
  - ウランハダ・ソム（烏蘭哈達蘇木）
- 郷（シャン）：シル・シャン（錫勒郷）

## 観光
- 天鵝湖草原湿地観賞区[1]
- チャハル藍天蒙古大営 - モンゴル族習俗の観光スポット。
- 千年神樹
- チャハル火山
- チャハル阿貴烏拉リゾート村（阿貴廟）